# Suðurmannasandfell
Suðurmannasandfell är ett berg i republiken Island. Det ligger i regionen Norðurland vestra, 130 km nordost om huvudstaden Reykjavík. Toppen på Suðurmannasandfell är 713 meter över havet, eller 107 meter över den omgivande terrängen. Bredden vid basen är 2,0 km.
Trakten runt Suðurmannasandfell är nära nog obefolkad, med mindre än två invånare per kvadratkilometer. Det finns inga samhällen i närheten. Trakten runt Suðurmannasandfell består i huvudsak av gräsmarker.